# شهرستان خووروستیانسکی
شهرستان خووروستیانسکی (به لاتین: Khvorostyansky District) یک شهرستان در روسیه است که در استان سامارا واقع شده‌است.